# Fruitdale (Dakota du Sud)
Pour les articles homonymes, voir Fruitdale.
Fruitdale est une municipalité américaine située dans le comté de Butte, dans l'État du Dakota du Sud.
La localité doit son nom à l'exploitation de fruits de H. M. Stearns sur lesquelles elle fut fondée en 1911.

## Démographie
| 1920 | 1930 | 1940 | 1950 | 1960 | 1970 |
| ---- | ---- | ---- | ---- | ---- | ---- |
| 40   | 113  | 89   | 70   | 79   | 74   |

| 1980 | 1990 | 2000 | 2010 | - | - |
| ---- | ---- | ---- | ---- | - | - |
| 88   | 43   | 62   | 64   | - | - |

Selon le recensement de 2010, Fruitdale compte 64 habitants. La municipalité s'étend sur 0,27 milles carrés (0,7 km2).